# アマンダ・ヌネス
￼アマンダ・ヌネス（Amanda Nunes、1988年5月30日 - ）は、ブラジルの女性総合格闘家。バイーア州サルヴァドール出身。アメリカン・トップチーム所属。元UFC世界女子フェザー級王者。元UFC世界女子バンタム級王者。UFC史上6人目の二階級制覇王者。UFC女子選手史上初の二階級制覇王者。UFC史上3人目の二階級同時王者。UFC殿堂入り。

## 来歴
5歳からカポエイラ、7歳から空手を始め、16歳から姉に誘われてブラジリアン柔術を始め、ボクシングも始めた。19歳の頃に総合格闘技へ転向した。
2008年3月8日、総合格闘技のトレーニングを初めてわずか6ヶ月後にプロデビューするも、アナ・マリアに腕ひしぎ十字固めで1R一本負けを喫した。
2009年12月12日 、ヴァネッサ・ポルトと対戦し、2R終了時にコーナーストップでTKO勝ち。

### Strikeforce
2011年1月7日、アメリカデビューとなったStrikeforce Challengersで後のBellator世界女子フェザー級王者ジュリア・バッドと対戦し、左フックでダウンを奪いパウンドで開始14秒のKO勝ち。6連勝を飾った。
2011年9月10日、Strikeforce: Barnett vs. Kharitonovでアレクシス・デイビスと対戦し、パウンドで2RTKO負け。

### Invicta FC
2013年1月5日、Invicta FC 4でサラ・ダレリオと対戦し、0-3の判定負け。

### UFC
2013年8月3日 、UFCデビューとなったUFC 163で女子バンタム級ランキング10位のシーラ・ガフと対戦し、グラウンドの肘打ち連打で1RTKO勝ち。
2013年11月6日、UFC: Fight for the Troops 3で女子バンタム級ランキング9位のジャーメイン・デ・ランダミーと対戦し、グラウンドの肘打ち連打で1RTKO勝ち。
2014年9月27日、UFC 178で女子バンタム級ランキング1位のキャット・ジンガノと対戦し、パウンドで3RTKO負け。UFC初黒星となった。
2015年8月8日、UFC Fight Night: Teixeira vs. St. Preuxで女子バンタム級ランキング4位のサラ・マクマンと対戦し、リアネイキドチョークで1R一本勝ち。パフォーマンス・オブ・ザ・ナイトを受賞した。
2016年3月5日、UFC 196で女子バンタム級ランキング10位のヴァレンティーナ・シェフチェンコと対戦し、3-0の判定勝ち。

#### UFC世界女子バンタム級王座獲得
2016年7月9日、UFC 200のUFC世界女子バンタム級タイトルマッチで王者ミーシャ・テイトに挑戦し、リアネイキドチョークで1R一本勝ち。王座獲得に成功し、パフォーマンス・オブ・ザ・ナイトを受賞した。
2016年12月30日、UFC 207のUFC世界女子バンタム級タイトルマッチで女子バンタム級ランキング1位の挑戦者ロンダ・ラウジーと対戦し、スタンドパンチ連打で開始48秒のTKO勝ち。王座の初防衛に成功し、パフォーマンス・オブ・ザ・ナイトを受賞した。
2017年9月9日、UFC 215のUFC世界女子バンタム級タイトルマッチで女子バンタム級ランキング1位の挑戦者ヴァレンティーナ・シェフチェンコと再戦し、2-1の5R判定勝ち。2度目の王座防衛に成功した。
2018年5月12日 、UFC 224のUFC世界女子バンタム級タイトルマッチで女子バンタム級ランキング2位の挑戦者ラケル・ペニントンと対戦し、パウンドで5RTKO勝ち。3度目の王座防衛に成功した。

#### UFC世界女子フェザー級王座獲得・二階級制覇
2018年12月29日、UFC 232のUFC世界女子フェザー級タイトルマッチで一階級上のUFC世界女子フェザー級王者クリスチャン・サイボーグに挑戦し、開始51秒に右フックでKO勝ちを収め、パフォーマンス・オブ・ザ・ナイトを受賞した。女子バンタム級に次いで女子フェザー級の王座獲得に成功し、UFC史上6人目となる二階級制覇を達成し、UFC女子選手史上初の二階級制覇王者となった。また、二階級の王座を同時に保持したのは、UFC史上3人目となった。
2019年7月6日、UFC 239のUFC世界女子バンタム級タイトルマッチで女子バンタム級ランキング2位の挑戦者ホリー・ホルムと対戦し、右ハイキックでダウンを奪い追撃のパウンドで1RKO勝ち。4度目の王座防衛に成功し、パフォーマンス・オブ・ザ・ナイトを受賞した。
2019年12月14日、UFC 245のUFC世界女子バンタム級タイトルマッチで女子バンタム級ランキング1位の挑戦者ジャーメイン・デ・ランダミーと再戦。合計8度のテイクダウンを奪い、グラウンドで圧倒して3-0の5R判定勝ち。5度目の王座防衛に成功した。
2020年6月6日、UFC 250のUFC世界女子フェザー級タイトルマッチで挑戦者フェリシア・スペンサーと対戦し、終始一方的にスペンサーを攻め立てて3-0の5R判定勝ち。フェザー級王座の初防衛に成功し、女子UFCにおいて二階級王座を同時に保持したまま両階級の王座防衛に成功した初めての選手となった。
2021年3月6日、UFC 259のUFC世界女子フェザー級タイトルマッチで挑戦者ミーガン・アンダーソンと対戦し、トライアングルアームバーで1R一本勝ち。2度目のフェザー級王座防衛に成功した。

#### 女子バンタム級王座陥落
2021年12月11日、UFC 269のUFC世界女子バンタム級タイトルマッチで女子バンタム級ランキング3位の挑戦者ジュリアナ・ペーニャと対戦。圧倒的有利と目されていたが、下馬評を覆されリアネイキドチョークで2R一本負け。女子バンタム級王座から陥落し、約7年2カ月ぶりの黒星となった。
2022年5月、リアリティ番組「The Ultimate Fighter」のシーズン30でジュリアナ・ペーニャと共にそれぞれのチームのコーチを務めた。

#### 女子バンタム級王座奪還
2022年7月30日、UFC 277のUFC世界女子バンタム級タイトルマッチで王者ジュリアナ・ペーニャと再戦。パンチで3度のダウンを奪い、テイクダウンも6度奪うなど全局面で圧倒して3-0の5R判定勝ち。女子バンタム級王座奪還に成功するとともにリベンジを果たし、UFCで二階級同時王者に2度輝いた初めての選手となった。
2023年6月10日、UFC 289のUFC世界女子バンタム級タイトルマッチで女子バンタム級ランキング5位の挑戦者アイリーン・アルダナと対戦し、3-0の5R判定勝ち。王座の初防衛に成功し、試合後に現役引退を発表した。

## 人物・エピソード
- 女子総合格闘技におけるパウンド・フォー・パウンド最強と目されており、UFC世界女子フェザー級王者のクリスチャン・サイボーグとジャーメイン・デ・ランダミー、UFC世界女子フライ級王者のヴァレンティーナ・シェフチェンコ、UFC世界女子バンタム級王者のロンダ・ラウジー、ホリー・ホルム、ミーシャ・テイト、ジュリアナ・ペーニャ、ラケル・ペニントン、Invicta世界フェザー級王者のフェリシア・スペンサー、ミーガン・アンダーソンから勝利を収めている[7]。
- 女子UFC史上最多勝利記録（16勝）、女子UFC史上最多連勝記録（12連勝）を保持している。
- ニックネームのライオネス（雌のライオン）は、寝泊まりして学んでいたブラジリアン柔術道場のロゴマークが2頭のライオンであったために道場生からライオネスと呼ばれるようになったことに由来する。
- レズビアンであることを公表しており、同じく総合格闘家でUFCに参戦しているニーナ・アンサロフと結婚している[8]。2020年9月にはアンサロフが娘を出産した。
- 2019年12月27日、アメリカの総合格闘技老舗サイトMMAJunkieが選定する『2010年代のMMAファイターTop 10』で6位に選ばれた[9]。

## 戦績
| 総合格闘技 戦績 | 総合格闘技 戦績 | 総合格闘技 戦績 | 総合格闘技 戦績 | 総合格闘技 戦績 | 総合格闘技 戦績 | 総合格闘技 戦績 |
| --------------- | --------------- | --------------- | --------------- | --------------- | --------------- | --------------- |
| 28 試合         | (T)KO           | 一本            | 判定            | その他          | 引き分け        | 無効試合        |
| 23 勝           | 13              | 4               | 6               | 0               | 0               | 0               |
| 5 敗            | 2               | 2               | 1               | 0               | 0               | 0               |

| 勝敗 | 対戦相手                         | 試合結果                            | 大会名                                                                   | 開催年月日     |
| ○    | アイリーン・アルダナ             | 5分5R終了 判定3-0                   | UFC 289: Nunes vs. Aldana 【UFC世界女子バンタム級タイトルマッチ】        | 2023年6月10日  |
| ○    | ジュリアナ・ペーニャ             | 5分5R終了 判定3-0                   | UFC 277: Peña vs. Nunes 2 【UFC世界女子バンタム級タイトルマッチ】        | 2022年7月30日  |
| ×    | ジュリアナ・ペーニャ             | 2R 3:26 リアネイキドチョーク        | UFC 269: Oliveira vs. Poirier 【UFC世界女子バンタム級タイトルマッチ】    | 2021年12月11日 |
| ○    | ミーガン・アンダーソン           | 1R 2:03 トライアングルアームバー    | UFC 259: Błachowicz vs. Adesanya 【UFC世界女子フェザー級タイトルマッチ】 | 2021年3月6日   |
| ○    | フェリシア・スペンサー           | 5分5R終了 判定3-0                   | UFC 250: Nunes vs. Spencer 【UFC世界女子フェザー級タイトルマッチ】       | 2020年6月6日   |
| ○    | ジャーメイン・デ・ランダミー     | 5分5R終了 判定3-0                   | UFC 245: Usman vs. Covington 【UFC世界女子バンタム級タイトルマッチ】     | 2019年12月14日 |
| ○    | ホリー・ホルム                   | 1R 4:10 KO（右ハイキック→パウンド） | UFC 239: Jones vs. Santos 【UFC世界女子バンタム級タイトルマッチ】        | 2019年7月6日   |
| ○    | クリスチャン・サイボーグ         | 1R 0:51 KO（右フック）              | UFC 232: Jones vs. Gustafsson 2 【UFC世界女子フェザー級タイトルマッチ】  | 2018年12月29日 |
| ○    | ラケル・ペニントン               | 5R 2:36 TKO（パウンド）             | UFC 224: Nunes vs. Pennington 【UFC世界女子バンタム級タイトルマッチ】    | 2018年5月12日  |
| ○    | ヴァレンティーナ・シェフチェンコ | 5分5R終了 判定2-1                   | UFC 215: Nunes vs. Shevchenko 2 【UFC世界女子バンタム級タイトルマッチ】  | 2017年9月9日   |
| ○    | ロンダ・ラウジー                 | 1R 0:48 TKO（スタンドパンチ連打）   | UFC 207: Nunes vs. Rousey 【UFC世界女子バンタム級タイトルマッチ】        | 2016年12月30日 |
| ○    | ミーシャ・テイト                 | 1R 3:16 リアネイキドチョーク        | UFC 200: Tate vs. Nunes 【UFC世界女子バンタム級タイトルマッチ】          | 2016年7月9日   |
| ○    | ヴァレンティーナ・シェフチェンコ | 5分3R終了 判定3-0                   | UFC 196: McGregor vs. Diaz                                               | 2016年3月5日   |
| ○    | サラ・マクマン                   | 1R 2:53 リアネイキドチョーク        | UFC Fight Night: Teixeira vs. St. Preux                                  | 2015年8月8日   |
| ○    | シェイナ・ベイズラー             | 1R 1:56 TKO（右ローキック）         | UFC Fight Night: Maia vs. LaFlare                                        | 2015年3月21日  |
| ×    | キャット・ジンガノ               | 3R 1:21 TKO（パウンド）             | UFC 178: Johnson vs. Cariaso                                             | 2014年9月27日  |
| ○    | ジャーメイン・デ・ランダミー     | 1R 3:56 TKO（グラウンドの肘打ち）   | UFC: Fight for the Troops 3                                              | 2013年11月6日  |
| ○    | シーラ・ガフ                     | 1R 2:08 TKO（グラウンドの肘打ち）   | UFC 163: Aldo vs. Korean Zombie                                          | 2013年8月3日   |
| ×    | サラ・ダレリオ                   | 5分3R終了 判定0-3                   | Invicta FC 4: Esparza vs. Hyatt                                          | 2013年1月5日   |
| ○    | ラケル・パールヒ                 | 1R 2:24 リアネイキドチョーク        | Invicta FC 2: Baszler vs. McMann                                         | 2012年7月28日  |
| ×    | アレクシス・デイビス             | 2R 4:53 TKO（パウンド）             | Strikeforce: Barnett vs. Kharitonov                                      | 2011年9月10日  |
| ○    | ジュリア・バッド                 | 1R 0:14 KO（左フック→パウンド）     | Strikeforce Challengers 13                                               | 2011年1月7日   |
| ○    | エジアネ・ゴメス                 | 2R 3:00 TKO（パンチ連打）           | Bitetti Combat 6                                                         | 2010年2月25日  |
| ○    | ヴァネッサ・ポルト               | 2R 5:00 TKO（タオル投入）           | Samurai FC 2: Warrior's Return                                           | 2009年12月12日 |
| ○    | ダイジー・リー                   | 1R 1:08 TKO（パンチ連打）           | Samurai FC: Samurai Fight Combat                                         | 2009年9月12日  |
| ○    | ナジジャ                         | 1R TKO（パンチ連打）                | Prime MMA Championship 3                                                 | 2008年7月1日   |
| ○    | パティ・バルボーザ               | 1R TKO（パンチ連打）                | Demo Fight 3                                                             | 2008年5月24日  |
| ×    | アナ・マリア                     | 1R 0:35 腕ひしぎ十字固め            | Prime MMA Championship 2                                                 | 2008年3月8日   |

## 獲得タイトル
- 第4代UFC世界女子バンタム級王座（2016年）
- 第3代UFC世界女子フェザー級王座（2018年）
- 第6代UFC世界女子バンタム級王座（2022年）

## 表彰
- UFC パフォーマンス・オブ・ザ・ナイト（5回）
- UFC殿堂入り（現代部門・2025年）

## ペイ・パー・ビュー販売件数
| 開催年月日     | イベント                                                         | 販売件数   | 備考  |
| -------------- | ---------------------------------------------------------------- | ---------- | ----- |
| 2016年7月9日   | UFC 200: ミーシャ・テイト vs. アマンダ・ヌネス                   | 100万9千件 |       |
| 2016年12月30日 | UFC 207: アマンダ・ヌネス vs. ロンダ・ラウジー                   | 110万件    |       |
| 2017年9月9日   | UFC 215: アマンダ・ヌネス vs. ヴァレンティーナ・シェフチェンコ 2 | 10万件     |       |
| 2018年5月12日  | UFC 224: アマンダ・ヌネス vs. ラケル・ペニントン                 | 8万5千件   |       |
| 2020年6月6日   | UFC 250: アマンダ・ヌネス vs. フェリシア・スペンサー             | 9万件      | ESPN+ |